# 安迪·拉普索恩
安迪·戴维·拉普索恩，MBE（英語：Andrew David Lapthorne，1990年10月11日—），英国男子轮椅网球运动员，分级为四肢残疾组。ITF轮椅网球前单打和双打世界排名第一。轮椅网球四肢残疾组双打全满贯球员。
拉普索恩于2005年开始接触轮椅网球，并于2008年被定级为四人残疾组。他拥有17个单打和双打大满贯冠军。2012年，他在伦敦首次参加残奥会，参加了四人残疾组单打和双打比赛，都获得银牌。
拉普索恩患有脑瘫，所以需要使用轮椅。他可以在有限时间里走一段路，但不能走很远，而且在这种情况下他也无法完全伸直双臂。他8岁时加入了一支残疾人足球队，还尝试过打輪椅籃球。
拉普索恩是布伦特福德足球俱乐部的大使，也是西汉姆联足球俱乐部的球迷。他住在大伦敦的伊斯科特站。他有一个兄弟名叫撒母耳。